# Bulbophyllum salaccense
Bulbophyllum salaccense är en orkidéart som beskrevs av Heinrich Gustav Reichenbach. Bulbophyllum salaccense ingår i släktet Bulbophyllum och familjen orkidéer. Inga underarter finns listade i Catalogue of Life.